# DFB-Pokal 1982/83
Het seizoen 1982/83 van de DFB-Pokal was het 40ste seizoen om de Duitse nationale voetbalbeker (inclusief de Tschammer-beker) in het voetbal en het 31ste onder de naam DFB-Pokal. In de finale stonden twee clubs uit Keulen tegenover elkaar. 1. FC Köln trok aan het langste eind. Het enige doelpunt van de ploeg van de Nederlandse trainer-coach Rinus Michels kwam op naam van de West-Duitse international Pierre Littbarski.

## Eindronde

### Eerste ronde
| Thuisploeg              |   | Uitploeg                 | Uitslag  |
| ----------------------- | - | ------------------------ | -------- |
| Hannover 96 (A)         | – | Bayer 04 Leverkusen      | 2:3 n.v. |
| Kickers Offenbach       | – | Fortuna Düsseldorf       | 1:3 n.v. |
| SG Wattenscheid 09      | – | Eintracht Braunschweig   | 0:3      |
| SC Fortuna Köln         | – | SC Freiburg              | 2:0      |
| FC Bayern Hof           | – | DSC Arminia Bielefeld    | 0:5      |
| VfL Bochum              | – | Karlsruher SC            | 3:1      |
| FSV Frankfurt           | – | 1. FC Kaiserslautern     | 3:2      |
| SV Waldhof Mannheim     | – | Eintracht Frankfurt      | 2:0      |
| 1. FC Köln              | – | Bayer 05 Uerdingen       | 3:1      |
| MSV Duisburg            | – | Hamburger SV             | 1:1 n.v. |
| FC Schalke 04           | – | KSV Hessen Kassel        | 1:0      |
| Rot-Weiss Essen         | – | Borussia Dortmund        | 1:3      |
| VfB Wissen              | – | Borussia Mönchengladbach | 0:4      |
| Germania Walsrode       | – | 1. FC Nürnberg           | 0:3      |
| FC Hertha 03 Zehlendorf | – | Hertha BSC               | 2:4 n.v. |
| Offenburger FV          | – | Werder Bremen            | 1:4      |
| ASV Bergedorf 85        | – | FC Bayern München        | 1:5 n.v. |
| SpVgg Bayreuth          | – | SpVgg Fürth              | 3:1      |
| FC Ensdorf              | – | SG Union Solingen        | 1:3      |
| SSV Ulm 1846            | – | TuS Schloß Neuhaus       | 3:1      |
| SV Arminia Hannover     | – | Eintracht Trier          | 0:2 n.v. |
| Freiburger FC           | – | Rot-Weiß Lüdenscheid     | 1:1 n.v. |
| FC Bayern München (A)   | – | Werder Bremen (A)        | 5:3 n.v. |
| VfR Wormatia Worms      | – | Alemannia Aachen         | 3:1 n.v. |
| VfL Osnabrück           | – | VfB Stuttgart            | 0:2      |
| VfB Stuttgart (A)       | – | Stuttgarter Kickers      | 1:5 n.v. |
| Hannover 96             | – | SV Darmstadt 98          | 0:4      |
| Bayer 05 Uerdingen (A)  | – | KSV Baunatal             | 0:3      |
| SVO Germaringen         | – | Hammer SpVg              | 1:2      |
| 1. FC Köln (A)          | – | 1. FSV Mainz 05          | 1:3      |
| Heider SV               | – | TSV 1860 München         | 1:1 n.v. |
| SV Sandhausen           | – | Rot-Weiß Oberhausen      | 1:3      |

Replay
| Thuisploeg           |   | Uitploeg      | Uitslag |
| -------------------- | - | ------------- | ------- |
| TSV 1860 München     | – | Heider SV     | 2:1     |
| Rot-Weiß Lüdenscheid | – | Freiburger FC | 2:1     |
| Hamburger SV         | – | MSV Duisburg  | 5:0     |

### Tweede ronde
| Thuisploeg             |   | Uitploeg                 | Uitslag  |
| ---------------------- | - | ------------------------ | -------- |
| Rot-Weiß Lüdenscheid   | – | SV Darmstadt 98          | 1:3      |
| Wormatia Worms         | – | KSV Baunatal             | 2:0      |
| 1. FSV Mainz 05        | – | FC Schalke 04            | 3:6 n.v. |
| Hammer SpVg            | – | VfL Bochum               | 1:1 n.v. |
| SV Waldhof Mannheim    | – | FSV Frankfurt            | 2:0      |
| SSV Ulm 1846           | – | SC Fortuna Köln          | 0:0 n.v. |
| Eintracht Trier        | – | Stuttgarter Kickers      | 1:2      |
| TSV 1860 München       | – | FC Bayern München (A)    | 1:0      |
| 1. FC Köln             | – | Bayer 04 Leverkusen      | 3:1      |
| Fortuna Düsseldorf     | – | VfB Stuttgart            | 0:2      |
| DSC Arminia Bielefeld  | – | 1. FC Nürnberg           | 2:0      |
| Eintracht Braunschweig | – | FC Bayern München        | 2:0      |
| Hamburger SV           | – | Werder Bremen            | 3:2      |
| SG Union Solingen      | – | Borussia Mönchengladbach | 0:2      |
| SpVgg Bayreuth         | – | Hertha BSC               | 0:1      |
| Rot-Weiß Oberhausen    | – | Borussia Dortmund        | 0:1      |

Replay
| Thuisploeg      |   | Uitploeg     | Uitslag |
| --------------- | - | ------------ | ------- |
| SC Fortuna Köln | – | SSV Ulm 1846 | 3:0     |

### 1/8ste finale
| Thuisploeg               |   | Uitploeg              | Uitslag  |
| ------------------------ | - | --------------------- | -------- |
| Eintracht Braunschweig   | – | SC Fortuna Köln       | 1:2      |
| Borussia Dortmund        | – | SV Darmstadt 98       | 4:2      |
| Borussia Mönchengladbach | – | SV Waldhof Mannheim   | 1:0      |
| Hertha BSC               | – | Hamburger SV          | 2:1      |
| VfR Wormatia Worms       | – | VfB Stuttgart         | 0:4      |
| TSV 1860 München         | – | VfL Bochum            | 1:3      |
| FC Schalke 04            | – | DSC Arminia Bielefeld | 2:2 n.v. |
| 1. FC Köln               | – | Stuttgarter Kickers   | 5:1      |

Replay
| Thuisploeg            |   | Uitploeg      | Uitslag |
| --------------------- | - | ------------- | ------- |
| DSC Arminia Bielefeld | – | FC Schalke 04 | 0:1     |

### Kwartfinale
| Thuisploeg               |   | Uitploeg        | Uitslag  |
| ------------------------ | - | --------------- | -------- |
| Borussia Mönchengladbach | – | SC Fortuna Köln | 2:2 n.v. |
| VfB Stuttgart            | – | Hertha BSC      | 2:0      |
| 1. FC Köln               | – | FC Schalke 04   | 5:0      |
| Borussia Dortmund        | – | VfL Bochum      | 3:1 n.v. |

Replay
| Thuisploeg      |   | Uitploeg                 | Uitslag |
| --------------- | - | ------------------------ | ------- |
| SC Fortuna Köln | – | Borussia Mönchengladbach | 2:1     |

### Halve finale
| Thuisploeg      |   | Uitploeg          | Uitslag  |
| --------------- | - | ----------------- | -------- |
| 1. FC Köln      | – | VfB Stuttgart     | 3:2 n.v. |
| SC Fortuna Köln | – | Borussia Dortmund | 5:0      |

### Finale
|                        |                       |       |              |                                                                                 |
| 11 juni 1983 16:00 uur | 1. FC Köln            | 1 – 0 | Fortuna Köln | Müngersdorfer Stadion, Keulen Toeschouwers: 61.000 Scheidsrechter: Walter Engel |
| 11 juni 1983 16:00 uur | Pierre Littbarski 68' |       |              | Müngersdorfer Stadion, Keulen Toeschouwers: 61.000 Scheidsrechter: Walter Engel |

Tschammerpokal:
1935 · 
1936 · 
1937 · 
1938 · 
1939 ·
1940 · 
1941 · 
1942 · 
1943 

DFB-Pokal:
1952/53 · 
1953/54 · 
1954/55 · 
1955/56 · 
1956/57 · 
1957/58 · 
1958/59 · 
1959/60 · 
1960/61 · 
1961/62 · 
1962/63 · 
1963/64 · 
1964/65 · 
1965/66 · 
1966/67 · 
1967/68 · 
1968/69 · 
1969/70 · 
1970/71 · 
1971/72 · 
1972/73 · 
1973/74 · 
1974/75 · 
1975/76 · 
1976/77 · 
1977/78 · 
1978/79 · 
1979/80 · 
1980/81 · 
1981/82 · 
1982/83 · 
1983/84 · 
1984/85 · 
1985/86 · 
1986/87 · 
1987/88 · 
1988/89 · 
1989/90 · 
1990/91 · 
1991/92 · 
1992/93 ·
1993/94 · 
1994/95 · 
1995/96 · 
1996/97 · 
1997/98 · 
1998/99 · 
1999/00 · 
2000/01 · 
2001/02 ·
2002/03 · 
2003/04 ·
2004/05 · 
2005/06 ·
2006/07 · 
2007/08 ·
2008/09 ·
2009/10 · 
2010/11 ·
2011/12 ·
2012/13 ·
2013/14 ·
2014/15 ·
2015/16 ·
2016/17 ·
2017/18 ·
2018/19 ·
2019/20 ·
2020/21 .
2021/22 ·
2022/23 ·
2023/24 .
2024/25